# (1622) Chacornac
(1622) Chacornac ist ein Asteroid des Hauptgürtels, der am 15. März 1952 vom französischen Astronomen Alfred Schmitt in Ukkel entdeckt wurde.
Der Asteroid trägt den Namen des französischen Astronomen Jean Chacornac.